# Koppang
Koppangⓘ ist eine Ortschaft in der norwegischen Kommune Stor-Elvdal in der Provinz (Fylke) Innlandet. Der Ort stellt das Verwaltungszentrum von Stor-Elvdal dar und hat 1006 Einwohner (Stand: 1. Januar 2024).

## Geografie und Verkehr
Koppang ist ein sogenannter Tettsted, also eine Ansiedlung, die für statistische Zwecke als eine Ortschaft gezählt wird. Der Ort liegt im Osten des Flusses Glomma, dem längsten Fluss Norwegens. Am Westufer verläuft der Riksvei 3, die Anbindung von Koppang an die Straße geschieht über den Fylkesvei 30, der über eine Brücke über die Glomma führt. Durch Koppang verläuft die Bahnlinie Rørosbanen. Der Bahnhof in Koppang wurde im Jahr 1875 eröffnet, zwei Jahre bevor die gesamte Rørosbanen fertiggestellt wurde.

## Wirtschaft
Koppang ist ein bedeutendes Handels- und Dienstleistungszentrum im mittleren Abschnitt des Tals Østerdalen. Von größerer Bedeutung für den Ort ist die Holz- und Holzwarenindustrie.

## Name
Der Ortsname tauchte im Jahr 1520 als „Kaupang“ auf. Der Name stammt aus dem Altnordischen und bedeutet „Marktplatz“. Genau historische Informationen über den historischen Handel in der Ortschaft gibt es nicht.